# Bart (Doubs)
Pour les articles homonymes, voir Bart.
Bart est une commune française située dans le département du Doubs, la région culturelle et historique de Franche-Comté et la région administrative Bourgogne-Franche-Comté.
Ses habitants sont appelés les Bartois et Bartoises.

## Géographie

### Localisation
Située à 4 km au sud-ouest de Montbéliard, 28 km de Belfort et 76 km au nord-est de Besançon, Bart est une commune qui comptait 2 015 habitants au dernier recensement de 2022 . Elle s'étend dans la plaine alluviale de la rive droite de l'Allan le long d'une grande rue.

### Communes limitrophes
Les communes limitrophes de Bart sont : Présentevillers, Bavans, Dung, Sainte-Suzanne, Courcelles-lès-Montbéliard, Voujeaucourt.

### Géologie et relief
La superficie de la commune est de 384 hectares ; son altitude varie entre 309 et 480 mètres.

### Hydrographie

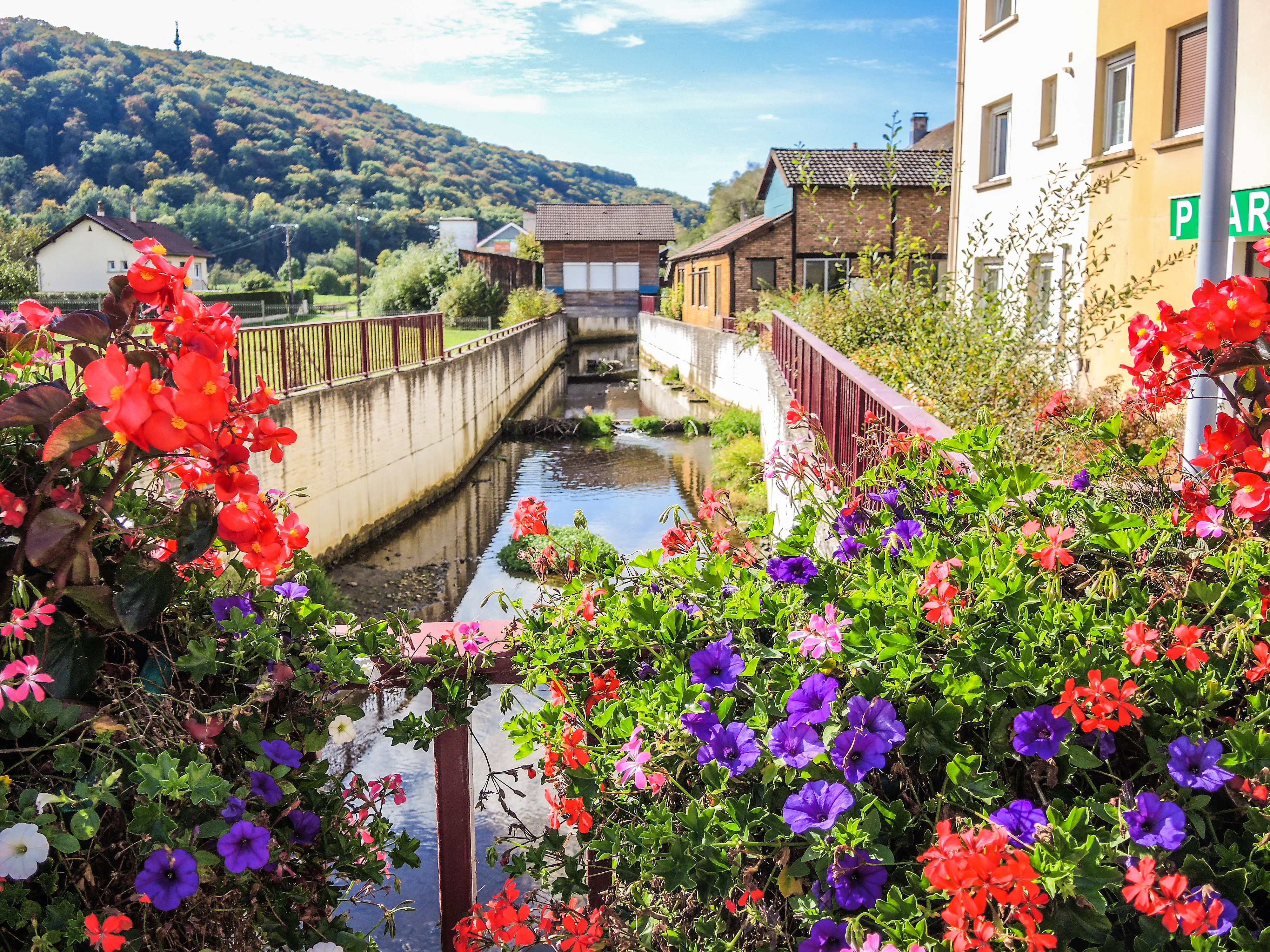
Ruisseau, le Rupt, dans le village.

La commune est traversée en son centre par un ruisseau : le Rupt, qui conflue non loin de là avec l'Allan. Des inondations ont été enregistrées en 1990 et en juin 2016.

### Climat
Pour des articles plus généraux, voir Climat de la Bourgogne-Franche-Comté et Climat du Doubs.
En 2010, le climat de la commune est de type climat de montagne, selon une étude du Centre national de la recherche scientifique s'appuyant sur une série de données couvrant la période 1971-2000. En 2020, Météo-France publie une typologie des climats de la France métropolitaine dans laquelle la commune est exposée à un climat semi-continental et est dans la région climatique  Jura, caractérisée par une forte pluviométrie en toutes saisons (1 000 à 1 500 mm/an), des hivers rigoureux et un ensoleillement médiocre. 
Pour la période 1971-2000, la température annuelle moyenne est de 10,1 °C, avec une amplitude thermique annuelle de 17,3 °C. Le cumul annuel moyen de précipitations est de 1 273 mm, avec 13,5 jours de précipitations en janvier et 10,3 jours en juillet. Pour la période 1991-2020, la température moyenne annuelle observée sur la station météorologique de Météo-France la plus proche, « Dorans », sur la commune de Dorans à 12 km à vol d'oiseau, est de 10,9 °C et le cumul annuel moyen de précipitations est de 974,0 mm. 
La température maximale relevée sur cette station est de 38,1 °C, atteinte le 24 juillet 2019 ; la température minimale est de −16 °C, atteinte le 20 décembre 2009,,. 
Les paramètres climatiques de la commune ont été estimés pour le milieu du siècle (2041-2070) selon différents scénarios d'émission de gaz à effet de serre à partir des nouvelles projections climatiques de référence DRIAS-2020. Ils sont consultables sur un site dédié publié par Météo-France en novembre 2022.

## Urbanisme

### Typologie
Au 1er janvier 2024, Bart est catégorisée ceinture urbaine, selon la nouvelle grille communale de densité à 7 niveaux définie par l'Insee en 2022.
Elle appartient à l'unité urbaine de Montbéliard, une agglomération inter-départementale dont elle est une commune de la banlieue,. Par ailleurs la commune fait partie de l'aire d'attraction de Montbéliard, dont elle est une commune de la couronne,. Cette aire, qui regroupe 137 communes, est catégorisée dans les aires de 50 000 à moins de 200 000 habitants,.

### Occupation des sols
L'occupation des sols de la commune, telle qu'elle ressort de la base de données européenne d’occupation biophysique des sols Corine Land Cover (CLC), est marquée par l'importance des territoires artificialisés (46,5 % en 2018), en augmentation par rapport à 1990 (43,6 %). La répartition détaillée en 2018 est la suivante : 
zones urbanisées (34,9 %), forêts (30,1 %), zones agricoles hétérogènes (13,2 %), prairies (10,2 %), zones industrielles ou commerciales et réseaux de communication (5 %), espaces verts artificialisés, non agricoles (4,4 %), mines, décharges et chantiers (2,2 %). L'évolution de l’occupation des sols de la commune et de ses infrastructures peut être observée sur les différentes représentations cartographiques du territoire : la carte de Cassini (XVIIIe siècle), la carte d'état-major (1820-1866) et les cartes ou photos aériennes de l'IGN pour la période actuelle (1950 à aujourd'hui).

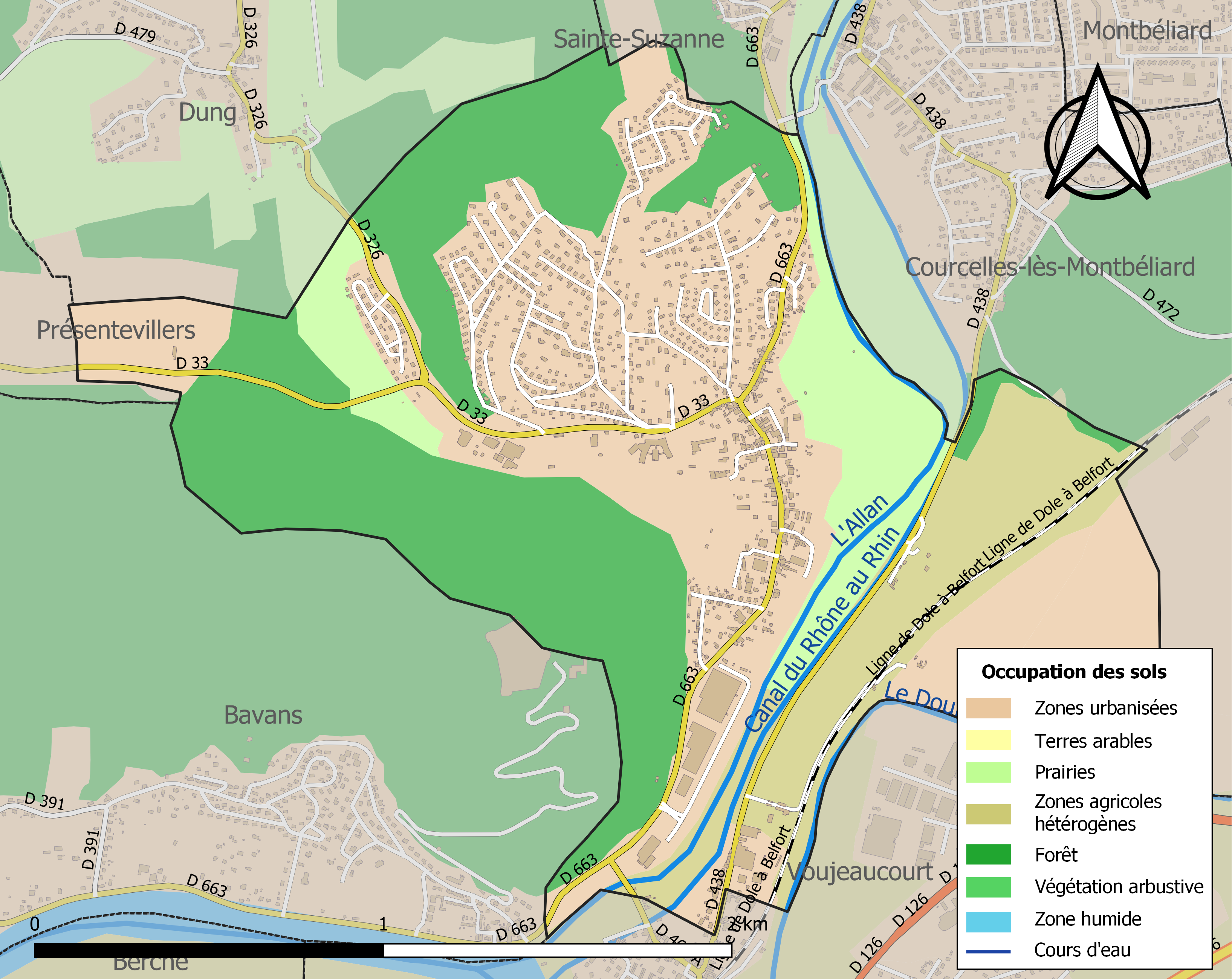
Carte des infrastructures et de l'occupation des sols de la commune en 2018 (CLC).

## Toponymie
Bar en 1150 ; Bairt en 1318 ; Bayr en 1552.

## Histoire

### Histoire de la commune
Le village est mentionné pour la première fois en 1150 sous le nom de Bar, dans un acte du chapitre de Saint-Maimboeuf concernant un échange de terres avec l'abbaye de Balchany. À cette période, plusieurs seigneuries laïques et ecclésiastiques dominent la localité. Au XVIe siècle, le comte Frédéric réunit l'ensemble pour les rattacher à son domaine. Le village devient protestant en 1541, et il est annexé à la paroisse de Sainte Suzanne. La communauté subit l'invasion des Guise dans les années 1587 et 1588, et la guerre de Trente Ans, qui est accompagnée de la peste en 1635. La force hydraulique de l'Allau et du Doubs entraîne des moulins. En 1824, celui de la Roche, sur l'Allau, devient une fabrique d'acier fondu, comprenant 4 fourneaux de fusion, un martinet et une cage de laminage à froid. Les frères Japy, qui en sont les propriétaires, vendent l'entreprise en 1831 à Laurent et Lalance, qui la transforment en « casserie », ou fabrique à casseroles. Racheté par la famille Japy en 1860, elle est destinée à la production d'articles de ménage émaillés et d'objets en tôle galvanisés jusqu'en 1955, date à laquelle elle est vendue à Peugeot Auto. La commune se développe sous l'impulsion des industries, et elle présente, à la fin du XXe siècle, une structure de petite ville urbanisée avec, le long d'une grande rue, les fermes de l'ancien village et les quartiers nouveaux.

### Usine Laroche
Laroche se composait anciennement d'un moulin à trois paires de meules qui appartenaient à M. Dorian. Tout se métamorphosa lorsqu'en 1824, les frères Charles et Frédéric Japy furent autorisés à établir une fabrique d'acier fondu comprenant quatre fourneaux de fusion, un martinet et une cage de laminage à froid, mais ce fut un échec. Cette fonderie fut vendue en 1831 à MM. Laurent et Lalance, qui la transforment en « casserie ». Le développement fut si important qu'il fallut moderniser tous les bâtiments entre 1834 et 1846. Il y avait déjà 80 ouvriers et la production fut estimée à 200 000 F-or par an. Laurent abandonna la société et partit en Amérique en fonder une semblable. Laroche ayant pris de l'importance, les frères Japy s'associèrent à M. Lalance en 1852. Ceux-ci rachetèrent Laroche en 1860. Il y avait, en 1870, 430 ouvriers qui fabriquaient des articles de ménages émaillés et de nouvelles productions. La production atteignait 1 000 tonnes d'articles par an et la firme employait environ 500 personnes. En 1873, à l'usine s'ajouta une fonderie de deuxième fusion avec 96 ouvriers. Au total, en 1883, il y avait 359 salariés dans la production axée vers les ustensiles de ménage et la fonderie et l'émaillerie avaient 107 ouvriers. En 1921, l'usine Laroche-Japy employait 750 ouvriers. Dans les années 1960, le site devient une fabrique Peugeot de câbles et d'amortisseurs. En 1996, le site est définitivement déserté. La communauté d'agglomération de Montbéliard rachète le site de l'usine aux Automobiles Peugeot. Il y a aujourd'hui environ 1 500 salariés à Laroche.

## Politique et administration

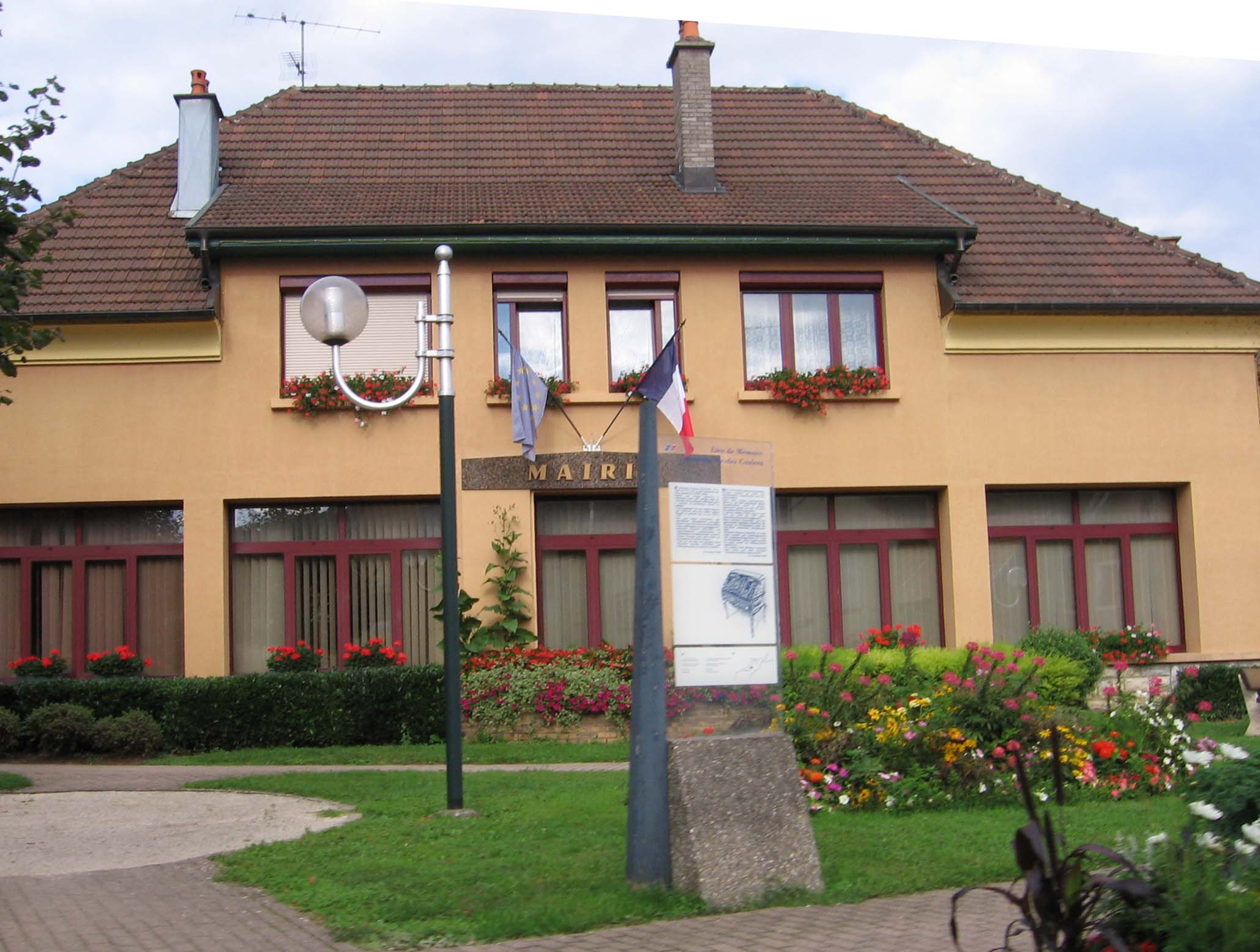
La mairie.

| Période                                  | Période  | Identité                 | Étiquette | Qualité                                             |
| ---------------------------------------- | -------- | ------------------------ | --------- | --------------------------------------------------- |
| Les données manquantes sont à compléter. |          |                          |           |                                                     |
| ?                                        | 1813     | Georges Chemelot         |           |                                                     |
| ?                                        | 1836     | Georges Beucler          |           |                                                     |
| 1846                                     | 1847     | Jacques Frédéric Mettey  |           |                                                     |
| ?                                        | 1868     | Georges Frédéric Beucler |           |                                                     |
| 1876                                     | 1896     | Émile Gauthier           |           |                                                     |
| ?                                        | ?        | Henri Coulon             |           |                                                     |
| Les données manquantes sont à compléter. |          |                          |           |                                                     |
| 1983                                     | 1995     | Jean Rocfort             |           |                                                     |
| Les données manquantes sont à compléter. |          |                          |           |                                                     |
| 1995                                     |          | Maurice Mourou           |           |                                                     |
| mars 2001                                | mai 2020 | Pierre Schlatter         | DVG       | Commandant de police retraité Réélu en 2008 et 2014 |
| mai 2020                                 | En cours | Éric Lamy                | PCF       |                                                     |

## Population et société

### Démographie
L'évolution du nombre d'habitants est connue à travers les recensements de la population effectués dans la commune depuis 1793. Pour les communes de moins de 10 000 habitants, une enquête de recensement portant sur toute la population est réalisée tous les cinq ans, les populations de référence des années intermédiaires étant quant à elles estimées par interpolation ou extrapolation. Pour la commune, le premier recensement exhaustif entrant dans le cadre du nouveau dispositif a été réalisé en 2004.

En 2022, la commune comptait 2 015 habitants, en stagnation par rapport à 2016 (Doubs : +1,88 %, France hors Mayotte : +2,11 %).
| 1793 | 1800 | 1806 | 1821 | 1831 | 1836 | 1841 | 1846 | 1851 |
| ---- | ---- | ---- | ---- | ---- | ---- | ---- | ---- | ---- |
| 209  | 229  | 273  | 283  | 355  | 436  | 480  | 479  | 468  |

| 1856 | 1861 | 1866 | 1872 | 1876 | 1881 | 1886 | 1891 | 1896 |
| ---- | ---- | ---- | ---- | ---- | ---- | ---- | ---- | ---- |
| 603  | 640  | 676  | 608  | 729  | 716  | 704  | 644  | 591  |

| 1901 | 1906 | 1911 | 1921 | 1926 | 1931 | 1936 | 1946 | 1954  |
| ---- | ---- | ---- | ---- | ---- | ---- | ---- | ---- | ----- |
| 597  | 614  | 642  | 645  | 786  | 921  | 842  | 956  | 1 049 |

| 1962  | 1968  | 1975  | 1982  | 1990  | 1999  | 2004  | 2006  | 2009  |
| ----- | ----- | ----- | ----- | ----- | ----- | ----- | ----- | ----- |
| 1 385 | 1 516 | 1 852 | 1 874 | 2 074 | 2 076 | 1 966 | 1 944 | 1 924 |

| 2014  | 2019  | 2022  | - | - | - | - | - | - |
| ----- | ----- | ----- | - | - | - | - | - | - |
| 2 015 | 1 951 | 2 015 | - | - | - | - | - | - |

### Santé
L'hôpital le plus proche est l'hôpital Nord Franche-Comté situé à Trévenans, dans le sud du Territoire de Belfort (département voisin),.

## Culture locale et patrimoine

### Lieux et monuments
Le mont Bart abrite un fort du XIXe siècle.
De ses 497 mètres d’altitude, il domine les vallées de la Lizaine et du Doubs. Beaucoup de forts sont construits ou rénovés après la défaite de 1870. Avec la perte de l’Alsace et d’une partie de la Lorraine, la frontière s’est déplacée du Rhin aux Vosges. Craignant une nouvelle attaque de l’armée allemande, plus nombreuse et mieux équipée, la France confie au général Séré de Rivières l’organisation d’une nouvelle ligne de défense. Les forts doivent permettre de canaliser les Allemands vers certains lieux stratégiques et les couper de leur ravitaillement pour compenser l’infériorité numérique de l’armée française. Le fort du Mont Bart est construit dans cet esprit entre 1874 et 1879. Avec les forts voisins du Mont-Vaudois, du Lomont, Lachaux et la batterie des Roches, il constitue le Môle défensif du Lomont, un véritable rempart dont le croisement des feux assure une ultime ligne de résistance en direction de Besançon si les défenses de la trouée de Belfort venaient à capituler. Le fort du Mont-Bart, construit de 1873 à 1877 sur le territoire de la commune pour la défense de Montbéliard et des voies de communication vers Besançon.

### La distillerie «la Montbartine»
Située rue de l'Allan, la « distillerie » du Mont-Bart fut créée en 1852 par la famille Beucler, qui, à cette époque occupait au village une position de noblesse. Jusqu'à la fin du siècle dernier, une exploitation judicieuse de l’Établissement assurait à Paul Beucler une renommée qui dépassait nos régions et nos frontières. Les spiritueux en tous genre étaient fabriqués à la distillerie : absinthe, gentiane, anisette, bitter, mousseux, champagne, prune, mirabelle, sirops, sodas, eau minérale... Parmi eux, une spécialité locale : « la Montbartine » : créée en 1898 par le docteur Beucler pour être une liqueur de dessert, « la Montbartine » allait connaître rapidement une très grande renommée. 32 plantes seraient à la base de cette composition et toutes étaient récoltées dans la forêt du Mont-Bart et sur le « Chataillon ». Présentée en 1925 par M. Chevalier à l'exposition de Paris, elle remporte auprès des Francs-Comtois de la capitale un énorme succès comme en témoigne un élégant diplôme d'honneur. Puis, à l’approche de la dernière guerre, les ateliers de la « distillerie » devaient ralentir leur exploitation et peu à peu cesser de produire.

### Personnalités liées à la commune
- Alexis Gruss (1944-2024), artiste et directeur de cirque, né à Bart.

### Héraldique
| Blason de Bart | Blason  | De gueules à la cotice en barre d'argent, haussée à dextre et abaissée à senestre, accompagnée en chef dextre d'une joncquille d'or tigée et feuillée de sinople, en chef senestre d'une truite d'argent posée en barre et en pointe d'une hure de sanglier d'argent. |
| Blason de Bart | Détails | Le statut officiel du blason reste à déterminer. |